# ساموئل برونفمن
ساموئل برونفمن (انگلیسی: Samuel Bronfman; ۲۷ فوریهٔ ۱۸۸۹ – ۱۰ ژوئیهٔ ۱۹۷۱) یک تاجر اهل کانادا بود. او یکی از بزرگترین شرکتهای تولید مشروبات الکلی را ایجاد کرد و یکی از اعضای مهم خانواده برونفمن بود.

## زندگی‌نامه
ساموئل برونفمن در سوروکی بسارابیا که در آن زمان جزئی از امپراطوری روسیه بود به دنیا آمد. او یکی از هشت فرزند میندل و یخیل برونفمن بود. او و والدینش یهودیانی بودند که از برنامه‌های ضد یهودی تزار روسیه به کانادا فرار کرده بودند و در ساسکاچوان ساکن شده بودند. آنها کمی بعد به براندون مانیتوبا رفتند. خانواده او بسیار ثروتمند بودند و دارای حاخام مخصوص خود و دو خدمتکار بودند. یخیل کمی بعد متوجه شد که تجارت تنباکو که او را در روسیه ثروتمند ساخته بود در کانادا امکانپذیر نیست. یخیل مجبور شد که راه آهن کانادا مشغول به کار شود. کمی بعد او به تجارت چوب پرداخت و ماهی سفید در زمستان می‌فروخت. بعد از مدتی خانواده او به تجارت اسب پرداختند و بعداً به تجارت هتل و بار کشیده شدند.
در سال ۱۹۰۳ خانواده برونفمن یک هتل خریداری کردند و ساموئل که متوجه شد بیشتر سود هتل از فروختن مشروبات الکلی است به تولید مشروبات پرداخت. او شرکت تقطیرگران را در مونترال در سال ۱۹۲۴ ایجاد کرد که ویسکی ارزان تولید می‌کرد. در این زمان تولید مشروبات الکلی در ایالات متحده ممنوع بود و برونفمن سود زیادی از صادرات غیرقانونی مشروبات الکلی به ایالات متحده به دست آورد.
در سال ۱۹۲۲ برونفمن با سیدیا رازنر ازدواج کرد و صاحب چهار فرزند شد.
در سال ۱۹۲۸ برونفمن شرکت جوزف سیگرام و پسران را در واترلو اونتاریو خریداری کرد. برونفمن نام سیگرام را بسیار گسترش داد و امپراطوری تولید مشروبات الکلی ایجاد کرد. سود او در زمان ممنوعیت فروش مشروبات الکلی در ایالات متحده بسیار زیاد شد و بسیاری محصولات او به صورت غیرقانونی به ایالات متحده قاچاق می‌شد. او برای جلوگیری از دستگیر شدن کامیونهای حامل مشروبات آنها را در زمستان از روی یخ دریاچه اونتاریو عبور می‌داد. به خاطر تغییرات در سیستم مالیاتی ایالات متحده در دولت لیندون جانسون، برونفمن به فکر خرید یک شرکت نفتی افتاد و در سال ۱۹۶۳ شرکت نفت و زغال تکزاس پاسیفیک را به مبلغ ۵۰ میلیون دلار خریداری کرد. در سال ۱۹۸۰ وارثان او این شرکت را به شرکت سان اویل به مبلغ ۲٫۳ بیلیون دلار فروختند. بیشتر سهام سیگرام بعداً توسط وارثان وی به شرکتهای دیگر نظیر کوکا کولا فروخته شد.

## فعالیتهای یهودی
برونفمن در فعالیتهای خیریه یهودی شرکت داشت. او بین سالهای ۱۹۳۹ تا ۱۹۶۲ رئیس کنگره یهودیان کانادا بود. او در سال ۱۹۶۷ مدال افتخار از دولت کانادا دریافت کرد. به دلیل کمکهای مالی او، ساختمانی در دانشگاه مک گیل به نام او نامگذاری شده است. خانواده برونفمن در طول سالها از دانشگاه مک گیل حمایت مالی زیادی به عمل آوردند. قسمت باستانشناسی در موزه اسرائیل در اورشلیم به نام برونفمن نامگذاری شده است.